# Q kódy v radioprovozu
Q kódy jsou smluvené třípísmenné mezinárodně platné zkratky používané při radioprovozu. Jejich cílem je zrychlit komunikaci a vyjádřit ve třech znacích celou větu. Za prvním znakem, kterým je vždy „Q“, následují další dvě písmena. Podle prostředního písmene lze poznat, do které kategorie příslušný kód náleží (např. letecká, námořní služba apod.). U různých služeb bývá význam téhož kódu občas různý.
Q kód je univerzální a používala ho většina služeb pro bezdrátové zejména telegrafické, ale i fonické spojení. Q kódy jedné kategorie však nejsou určeny výhradně pro jednu konkrétní službu, kódy se tedy často prolínají. Například radioamatérský Q-kodex nemá přesně ohraničený úsek, ale vybírá si výrazy z více kategorií.
S ubývajícím telegrafním provozem klesá i využívání Q kódů, některé časem získaly nesprávně a zbytečně charakter podstatného jména (např. QTH – „moje stanoviště je … “ se často vyskytne ve formě MY QTH IS, kde Q kód má význam „stanoviště“ a je začleněn do věty).

## Používání Q kódů
Je-li kód ukončen otazníkem, má charakter věty tázací. Bez otazníku má charakter věty oznamovací nebo přikazovací. Některé Q kódy je možné doplnit upřesňujícím údajem, některé to dokonce vyžadují jako nutnost, u některých je přímo uveden výčet a význam upřesňujících číslic.
Kladná odpověď se vyjadřuje písmenem „C“ (Confirm) – např. QRH C, záporná odpověď písmenem „N“ (Nil, Negative) – např. QSB N.
Příklad části radioprovozu s použitím Q kódů:
- QRZ? zde OK2BBB (Kdo mě volá, zde stanice OK2BBB)
- OK2BBB QRA OK1AAA (OK2BBB moje značka je OK1AAA)
- QSL OK1AAA, QRK 5 (Potvrzuji OK1AAA, tvé signály slyším výborně)
- OK2BBB zde OK1AAA, QRM QRK 3 (…, mám zde rušení od jiné stanice, slyším tě hůř, ale stále ještě dostatečně čitelně)
- QSL OK1AAA zde OK2BBB QTH Ostrava, QTH? (Potvrzuji OK1AAA, vysílám z Ostravy, odkud vysíláš ty?)
- OK2BBB zde OK1AAA, QTH Plzeň (…, vysílám z Plzně)

Následující tabulky uvádějící přehledy kódů nemusí být úplné, různé služby v průběhu času některé Q kódy přidávají nebo od nich naopak upouštějí jako od již přežitých. V Tabulce 1 jsou uvedeny především Q kódy používané v radioamatérském radioprovozu (amatérskou službou), které mají jako druhý znak uvedeno „R“ nebo „S“. V Tabulce 2 jsou uvedeny Q kódy především letecké a námořní služby shromážděné z různých zdrojů.
Některé služby si vyvinuly vlastní kódy, např. N-kód, Z-kód, které lépe odpovídají jejich potřebám.

## Tabulka 1 – Radioamatérské Q kódy
| QAZ | Místní bouřka – vypínám stanici                                                                     |
| QCZ | Narušujete pravidla radiového provozu                                                               |
| QHL | Poslouchám od horního konce pásma k dolnímu                                                         |
| QHM | Poslouchám od horního konce pásma ke středu                                                         |
| QLH | Poslouchám od dolního konce pásma k hornímu                                                         |
| QML | Poslouchám od středu pásma k dolnímu konci                                                          |
| QQQ | Musím okamžitě přerušit spojení, vysvětlím později                                                  |
| QRA | Jaké je jméno (volací znak Vaší) stanice? Jméno (volací znak) mé stanice je …                       |
| QRB | Jaká je přibližná vzdálenost mezi námi? Vzdálenost mezi námi je přibližně … km                      |
| QRG | Jaký je můj přesný kmitočet? Váš kmitočet je … kHz                                                  |
| QRH | Mění se můj kmitočet? Váš kmitočet se mění („ujíždí“)                                               |
| QRI | Mění se můj tón? Váš tón se mění                                                                    |
| QRJ | Přijímáte mě špatně? Nemohu Vás přijímat. Váš signál je velmi slabý                                 |
| QRK | Přijímáte mě dobře? Váš signál je 1–5 (dokonale čistý)                                              |
| QRL | Jste zaměstnán (nemáte pro mne čas?) Nemám pro Vás čas (pracuji s …) , prosím nerušte               |
| QRM | Jste rušen v poslechu? Jsem rušen (stanicí …)                                                       |
| QRN | Máte potíže s atmosférickým rušením? Příjem je znesnadněn atmosférickým rušením                     |
| QRO | Mám zvýšit příkon? Zvyšte příkon!                                                                   |
| QRP | Mám snížit příkon? Snižte příkon!                                                                   |
| QRQ | Mám vysílat rychleji? Vysílejte rychleji!                                                           |
| QRS | Mám vysílat pomaleji? Vysílejte pomaleji!                                                           |
| QRT | Mám přestat vysílat? Přestaňte vysílat! (Zakončuji vysílání)                                        |
| QRU | Chcete mi ještě něco sdělit? Nemám Vám už co říci                                                   |
| QRV | Jste připraven? Jsem připraven. Začněte!                                                            |
| QRW | Mám sdělit stanici … že voláte na … kHz? Prosím oznamte stanici …, že ji volám na … kHz!            |
| QRX | Mám počkat až mne zavoláte? Čekejte … (minut, hodin). Zavolám Vás (časový údaj)                     |
| QRY | Kdy přijdu na řadu? Přijdete na řadu po …                                                           |
| QRZ | Volá mě někdo? Kdo mě volá? Volá Vás …                                                              |
| QSA | Jak silný je můj signál? Síla Vašeho signálu je 1 až 5 (nejsilnější)                                |
| QSB | Má můj signál únik? Váš signál má únik                                                              |
| QSD | Klíčuji správně? Klíčujete nepřesně                                                                 |
| QSF | Vysílejte na … kHz a vraťte se zpět na dosavadní kmitočet, nebude-li během 5 minut navázáno spojení |
| QSG | Mám poslat skupinu … zpráv? Posílám skupinu … zpráv.                                                |
| QSH | Neslyším Vás na … kHz                                                                               |
| QSI | Nemohl jsem Vás (nebo stanici …) přerušit                                                           |
| QSK | Můžete pracovat provozem BK? Mohu pracovat BK provozem                                              |
| QSL | Můžete mi písemně potvrdit příjem? Potvrdím Vám písemně příjem (pošlu Vám svůj staniční lístek)     |
| QSM | Mám opakovat poslední zprávu (… posledních zpráv)? Opakujte poslední zprávu (… posledních zpráv)    |
| QSN | Poslouchal jsem Vás (nebo stanici …) na … kHz                                                       |
| QSO | Můžete navázat spojení? Mohu navázat spojení (oboustranné spojení)                                  |
| QSP | Můžete předat (zprostředkovat) předání zprávu(y) …? Mohu předat zprávu …?                           |
| QSQ | Mám vysílat slova (skupiny) jen jednou? Vysílejte slova (skupiny) jen jednou                        |
| QST | Sdělení všem radioamatérům                                                                          |
| QSU | Mám vysílat (odpověď) na tomto kmitočtu? Vysílejte (odpovězte) na tomto kmitočtu                    |
| QSV | Mám vysílat řadu „V“ pro naladění? Vyšlete řadu „V“ pro naladění                                    |
| QSW | Budete vysílat na kmitočtu … kHz? Budu vysílat na kmitočtu … kHz                                    |
| QSX | Budete poslouchat na kmitočtu … kHz? Poslouchám na kmitočtu … kHz                                   |
| QSY | Mám přeladit (na … kHz)? Přelaďte se na … kHz!                                                      |
| QSZ | Mám vysílat každé slovo (skupinu) dvakrát? Vysílejte každé slovo (skupinu) dvakrát                  |
| QTC | Máte pro mne zprávu (telegram)? Mám pro Vás zprávu (telegram)                                       |
| QTH | Jaké je Vaše stanoviště (bydliště)? Moje stanoviště (bydliště) je …                                 |
| QTR | Kolik je přesně hodin? Přesný čas je …                                                              |
| QTU | Kdy bude Vaše stanice opět v provozu? Budu vysílat opět v …                                         |
| QWN | Dávejte pozor, odpovídá vám radiová stanice …                                                       |
| QXX | Váš operátor není schopen zajistit normální korespondenci, žádám o jeho výměnu                      |
| QYB | Spěšně odpovězte na náš telegram číslo …                                                            |
| QZF | Mám se naladit přesně na Váš kmitočet? Nalaďte se přesně na můj kmitočet                            |

Některé frekventované Q kódy nabyly během času významu podstatných jmen (QSO – spojení, QSL – staniční lístek, QTC – telegram, QRP – vysílač o malém příkonu, QRL – práce/zaměstnání apod.).

## Tabulka 2 – Souhrn Q kódů různých služeb

### A
| QAA | Kdy myslíte, že doletí do …?                                           |
| QAB | Můžeme dostat povolení na let? Pro … z místa … do … v letové hladině … |
| QAC | Vracíte se?                                                            |
| QAD | Kdy jste odletěl?                                                      |
| QAE | Máte zprávy o …?                                                       |
| QAF | Kdy jste minul …? Minul jsem v … hod                                   |
| QAG | Zařiďte let tak, abyste přiletěl do … v … hod                          |
| QAH | Jak jste vysoko?                                                       |
| QAI | Bylo hlášeno letadlo v mé blízkosti? Není hlášeno                      |
| QAJ | Mám hledat letoun … V sousedství nebo …? Hledejte …                    |
| QAK | Letí na blízku jiný letoun, je nebezpečí srážky?                       |
| QAL | Chcete přistát v …?                                                    |
| QAM | Poslední povětrnostní zpráva …                                         |
| QAN | Přízemní vítr …                                                        |
| QAO | Výškový vítr …                                                         |
| QAP | Mám dále poslouchat pro Vás na … kHz? Poslouchejte …                   |
| QAQ | Jsem blízko zakázaného, omezeného, nebo nebezpečného prostoru?         |
| QAR | Mohu přerušit poslech na … min?                                        |
| QAS | Letíte nad zakázaným pásmem                                            |
| QAT | Mám vysílat dále? Poslouchejte před vysíláním, rušíte …                |
| QAU | Kde můžeme vypustit palivo? Hodlám vypustit palivo v …                 |
| QAV | Volám Vás                                                              |
| QAW | Hodlám postoupit po nezdařeném přiblížení                              |
| QAX | Zachytil jsem signál pilnosti …                                        |
| QAY | Zachytil jsem tísňový signál …                                         |
| QAZ | Nemohu přijímat, zastavuji pro bouřku                                  |

### B
| QBA | Viditelnost |
| QBB | Jaká je výška spodní základny mraků? |
| QBC | Můžete mi dát poslední meteorologická pozorování která jste učinil z letadla?                                                                            |
| QBD | Jaké množství pohonných hmot Vám zbývá? |
| QBE | Svinuji anténu |
| QBF | Letíte v mracích? Letím v mracích ve výšce … m. |
| QBG | Letíte nad mraky? Letím nad mraky. |
| QBH | Letíte pod mraky? Letím pod mraky. |
| QBI | Musí se dodržovat pravidla pro let podle přístrojů (IFR) z .. do …                                                                                       |
| QBJ | Jak vysoko je vrchní okraj mraků? |
| QBK | Letíte v bezoblačném prostředí? Letím v bezoblačném prostředí v letové hladině …                                                                         |
| QBL | Jsem nucen přistát v … |
| QBM | Vyslal … pro mne zprávu? |
| QBN | Letíte mezi dvěma vrstvami mraků? |
| QBO | Které je nejbližší letiště, kde se povoluje let podle pravidel letu za viditelnosti VFR a které by bylo vhodné k mému přistání?                          |
| QBP | Letíte střídavě v oblacích a mimo oblaka? |
| QBR | Nemohu předat zprávu … v této formě |
| QBS | Stoupejte nebo klesejte do výšky … nad … dříve než se střetnete s podmínkami letu podle přístrojů nebo jakmile dohlednost klesne pod … a podejte zprávu. |
| QBT | Jaká je dráhová dohlednost v … /místě/? |
| QBU | Jste si jist že telegram je přesný? Telegram … není jasný.                                                                                               |
| QBV | Dosáhli jste letovou hladinu … nebo prostor …? |
| QBW | Dostal jste telegram psaný v … hod. Telegram … jsem nedostal.                                                                                            |
| QBX | Opustil jste letovou hladinu … nebo prostor, místo …? |
| QBZ | Oznamte své podmínky letu vzhledem k oblačnosti. (V odpovědi na QBZ? se uvede jedna ze zkratek QBF, QBG, QBH, QBK, QBN nebo QBP.)                        |

### C
| QCA | Můžeme změnit letovou hladinu z … na …                                                                    |
| QCB | Způsobujete zdržení tím že … 1 vysíláte když na vás není řada, 2 odpovídáte pozdě, 3 neodpovídáte na mé … |
| QCC | Jaká je volací značka SOPA nebo (OTC)?                                                                    |
| QCE | Kdy můžeme očekávat povolení na přiblížení?                                                               |
| QCF | Doba zdržení neurčitá povolení na přiblížení očekávejte nejdříve do …                                     |
| QCG | Mám pro Vás převzít poslech na … kHz                                                                      |
| QCH | Můžeme rolovat na …                                                                                       |
| QCI | Udělejte ihned 360 stupňů zatáčku …                                                                       |
| QCJ | Můj příjem je na moment přerušen                                                                          |
| QCK | Moje přístroje jsou v pořádku                                                                             |
| QCL | Mám poruchu příjmu                                                                                        |
| QCM | Zdá se že máte poruchu ve vysílání                                                                        |
| QCO | Jak zní můj signál? Váš signál zní … 1 dobře, 2 špatně, 3 mění se                                         |
| QCP | Váš tón je špatný                                                                                         |
| QCQ | Váš tón je čistý                                                                                          |
| QCR | Váš tón se mění                                                                                           |
| QCS | Můj příjem je porouchán                                                                                   |
| QCT | Můj příjem krátkých vln je porouchán                                                                      |
| QCW | Vaše značky se ztrácejí                                                                                   |
| QCX | Jaká je Vaše úplná volací značka? Až do dalšího oznámení používejte úplnou volací značku                  |
| QCY | Pracuji s vlečnou anténou                                                                                 |

### D
| QDB | Poslal jste zprávu … příjemci …? Nemohl jsem dopravit                                                                                 |
| QDC | Telegram … byl poslán drátem |
| QDD | Telegram … byl odmítnut |
| QDF | Jaká je Vaše hodnota D v …/poloha/ |
| QDH | Co je příčinou tohoto rušení? |
| QDK | Odpovídejte v abecedním pořádku volacích značek                                                                                       |
| QDL | Hodláte žádat o řadu zaměření? Hodlám                                                                                                 |
| QDM | Jaký magnetický kurs mám sledovat do …?                                                                                               |
| QDO | Můžete požádat stanici X, aby vysílala svou volací značku a nepřetržitou čárku po … min, na … kHz, abych mohl použít gonio? Požádám … |
| QDP | Chcete přijmout radiotelegrafickou kontrolu…? Přijmu.                                                                                 |
| QDR | Moje magnetické zaměření vzhledem k Vám?                                                                                              |
| QDS | Nemohu teď přijmout radiotelegrafickou kontrolu …                                                                                     |
| QDT | Letíte za dobré horizontální viditelnosti? Letím …                                                                                    |
| QDU | Zrušte můj letový plán IFR nebo letový plán IFR zrušený v … (čas)                                                                     |
| QDV | Letím za vodorovné viditelnosti méně než 1000 m.                                                                                      |
| QDX | Přijal jsem radiotelegrafickou kontrolu (koho).                                                                                       |
| QDY | Magnetický kurs za bezvětří k … je … stupňů v … hod.                                                                                  |

### E
| QEA | Můžeme přejít letovou dráhu před sebou ? Můžete …     |
| QEB | Můžeme otočit na křižovatce ?                         |
| QEC | Můžeme otočit o 180° a vrátit se po dráze? Můžete     |
| QED | Mám sledovat sledovat naváděcí automobil ? Sledujte … |
| QEF | Jsem na parkovišti ? Jste …                           |
| QEG | Můžeme opustit parkoviště? Opustili jste parkoviště?  |
| QEH | Můžeme rolovat na vyčkávací stanoviště dráhy číslo …? |
| QEJ | Můžeme rolovat na místo vzletu?                       |
| QEK | Jste připraven na okamžitý vzlet ? Jsem               |
| QEL | Můžeme vzlétnout (a po vzletu udělat otáčku do … )?   |
| QEM | Jaký je stav povrchu přistávací dráhy ?               |
| QEN | Mám čekat na svém místě? Čekejte …                    |
| QEO | Mám uvolnit dráhu?                                    |
| QES | Je v platnosti pravý okruh v … (místo)?               |

### F
| QFA | Povětrnostní stav na úseku od … do …                                                                                          |
| QFB | Světla 1 přibližovací, 2 dráhová, 3 přibližovací a dráhová jsou mimo provoz                                                   |
| QFC | Jaké je množství, druh a výška základní oblačnosti nad … (údaj) v místě?                                                      |
| QFD | 1 Je světelný maják … v provozu? 2 Můžete rozsvítit … světelný maják v …? 3 Můžete zhasnout maják v … do doby než přistaneme? |
| QFE | Jak mám nastavit tlakovou stupnici svého výškoměru, aby přístroj indikoval výšku nad používanou vztažnou úrovní               |
| QFF | Jaký je (v …) současný atmosférický tlak, přepočítaný na střední hladinu moře podle meteorologických postupů?                 |
| QFG | Jsme nad Vámi? |
| QFH | Mohu sestoupit pod mraky ? |
| QFI | Letiště je osvětleno. |
| QFK | Vypusťte rakety rudohnědé barvy                                                                                               |
| QFL | Vypusťte barevné rakety |
| QFM | V jaké výšce mám letět ? |
| QFN | Nesvinujte anténu dokud nedám znamení (Konec vysílání)                                                                        |
| QFO | Mohu přistát přímo z kursu ?                                                                                                  |
| QFP | Můžete mi dát poslední informace o … zařízení v místě ?                                                                       |
| QFQ | Jsou přibližovací a dráhová světla rozsvícena ?                                                                               |
| QFR | Je můj podvozek poškozený ?                                                                                                   |
| QFS | Je radiové zařízení v … provozu ?                                                                                             |
| QFT | Mezi kterými výškami nad … se pozorovalo tvoření námrazy v … ?                                                                |
| QFU | Jaký je magnetický směr (nebo číslo) dráhy v používání?                                                                       |
| QFV | Řada přijímacích světlometů je rozsvícena.                                                                                    |
| QFW | Jaká je délka dráhy v používání v … ?                                                                                         |
| QFX | Pracujeme (nebo budeme pracovat) s pevnou anténou.                                                                            |
| QFY | Oznamte prosím nynější povětrnostní podmínky pro přistání. Nynější …                                                          |
| QFZ | Předpověď počasí pro oblast …                                                                                                 |

### G
| QGA | Mohu přistát okamžitě podle signálu majáku ?                                          |
| QGB | Nemůžete přistát v … podle signálu majáku.                                            |
| QGC | … (vlevo nebo vpravo) od dráhy číslo … jsou překážky                                  |
| QGD | Ve vašem směru jsou překážky ve výši … m.                                             |
| QGE | Jaká je moje vzdálenost k Vaší stanici ? (používá se ve spojení s QIM, QDR, QTE, QUJ) |
| QGF | Vaše poloha směrem ke mně … .                                                         |
| QGG | Jak rychle chcete sestoupit ?                                                         |
| QGH | Mohu přistát podle pravidel o … .                                                     |
| QGI | Nemůžete přistát podle pravidel o sestupu mraky.                                      |
| QGJ | Omezte svá sdělení na absolutní minimum.                                              |
| QGK | Letím tak aby moje zeměpisné zaměření vzhledem k … bylo na … stupnici.                |
| QGL | Mohu vlétnout do kontrolovatelného pásma ? Můžete …                                   |
| QGM | Nesmíte vlétnout do kontrolovatelného pásma! (opusťte)                                |
| QGN | Mohu přistát v … .Můžete.                                                             |
| QGO | Nemůžete přistát v … .                                                                |
| QGP | Kdy jsem na řadě s přistáním ?                                                        |
| QGQ | Čekejte na instrukce a zůstaňte na výšce … m.                                         |
| QGR | Mohu přistát v … bez okruhu nalevo? Můžete …                                          |
| QGS | Nemůžete přistát bez okruhu nalevo!                                                   |
| QGT | Leťte …min opačným směrem než dosud.                                                  |
| QGU | Leťte …min magnetickým kursem …                                                       |
| QGV | Vidíte mě? Vidím                                                                      |
| QGW | Je můj podvozek dobře vysunutý?                                                       |
| QGY | Nemůžete přistát podle metody ZZ !                                                    |
| QGX | Mohu přistát podle metody ZZ? Můžete …                                                |
| QGZ | Udržujte směr na … .                                                                  |

### H
| QHA | Užíváte poznávacího hesla nesprávně                                                                                |
| QHB | Upozorňuji důrazně pro … na zprávu … kterou máte ve sbírce.                                                        |
| QHC | Volám vás na … kHz.                                                                                                |
| QHD | Co je příčinou zdržení (špatného vysílání)                                                                         |
| QHE | Oznamte až budete na … úseku přiblížení 1 napříč větru, 2 po větru, 3 v poslední zatáčce, 4 na konečném přiblížení |
| QHF | Váš kmitočet je příliš vysoký                                                                                      |
| QHG | Můžeme se zařadit do provozního okruhu v letové hladině?                                                           |
| QHH | Nouzově přistáváte? Přistávám …                                                                                    |
| QHI | Jste na … 1 vodě, 2 zemi                                                                                           |
| QHK | Vysílejte předběžnou výzvu, než začnete s dopravou                                                                 |
| QHL | Od … do … |
| QHM | PBL byla přijata. Ověřte je-li třeba od stan. odkud pochází a RPT                                                  |
| QHN | Převezmete geohlídku na …kHz.                                                                                      |
| QHO | Nemohu (nebo XY nemůže) užívat…                                                                                    |
| QHQ | Můžeme převést …přiblížení v …?                                                                                    |
| QHR | Sdělte mi až tuto zprávu obdržíte                                                                                  |
| QHS | Vypněte přístroje IFF na 10 min, vyjma letadlo … .                                                                 |
| QHT | Uvedená stanice nechť předá automaticky zprávu ostatním, kterým obvykle předává                                    |
| QHY | Upozorňujeme Vás na …                                                                                              |
| QHZ | Mám kroužit nad letištěm (nebo udělat kruh). Kružte …                                                              |

### I
| QIA | Ověřte poznávací heslo posledního vysílání |
| QIB | Volací značka letounu který vás sleduje je … . |
| QIC | Spojte se s radiem s … na …kHz v … hod. |
| QID | Je váš… vadný? |
| QIE | Jakého kmitočtu užíváte ? |
| QIF | Na jakém kmitočtu pracujete … ? |
| QIG | Zjistěte poslech a hlaste se na … kHz pro druhé spojení |
| QIH | Přepněte (nařiďte ať XY přepne) na příjem na … kHz |
| QII | Urychlete odpověď na … . |
| QIJ | Jeden či více vysílačů současně zapojených do tohoto vysílání má poruchu ale vysílání pokračuje na zbývajících vysílačích. Takto vysílané zprávy budou opakovány po odstranění závady. |
| QIN | Přepněte na kmitočet .. a čekejte na volací značku letounu … . |
| QIO | Rušíte (XY ruší) tím že jste neuposlechl příkaz počkat. |
| QIP | Spusťte (1 volací zař., 2 zkuš.pásku, 3 synchron. pásku, 4 dopr. pásku) |
| QIR | Depeše pro základnu |
| QIS | Vysíláte teď s nejvyšší energií ? |
| QIT | Následující zpráva byla automaticky předána stanici … (příjemci) |
| QIU | Je to vaše … (1, 2, 3) žádost o (odpověď)? |
| QIW | Co překáží automatickému přijímání ? |
| QIZ | Užijte mžikového světla |

### J
| QJA | 1 je moje páska převrácená? 2 jsou moje značky a mezery převrácené ? |
| QJB | Použijete 1 rádio, 2 kabel, 3 telegraf, 4 dálnopis, 5 telefon, 6 přijímač, 7 vysílač, 8 reperforátor                                                                          |
| QJC | Přezkouším svůj 1 rozdělovač vysílače, 2 automatický dávač, 3 perforátor, 4 ,reperforátor, 5 přijímač dálnopisu, 6 motor přijímače dálnopisu, 7 klávesnici, 8 anténový systém |
| QJD | Vysílám … 1 písmena, 2 čísla |
| QJE | Je můj frekvenční posun … 1 příliš velký, 2 příliš malý, 3 správný |
| QJF | Můj signál při přezkoušení monitorem (kontr. zař.) … je vyhovující … 1 místně, 2 při vyzařování                                                                               |
| QJG | Mám přejít zpět na automatické vysílání ? |
| QJH | Mám vysílat … 1 svou zkušební pásku, 2 zkušební text |
| QJI | Budete trvale vysílat … 1 značku, 2 mezeru |
| QJK | Přijímám … 1 trvalou značku, 2 trvalou mezeru, 3 předpětí pro značku, 4 předpětí pro mezeru                                                                                   |
| QJL | Předejte jen pro informaci |
| QJM | Zkontrolujte šifrování zprávy … a opakujte |
| QJN | Přejděte na rámovou anténu goniometru na … kHz (a vraťte se na základnu) |
| QJQ | Pošlete mi (1. depeši, 2. depeši, atd … ) |
| QJP | Můj … přístroj přechodně nefunguje |
| QJO | Tato zpráva (zpráva X) byla předána mimo pořadí běžných čísel zpráv |
| QJR | Zpráva … byla přijata adresátem v … hod. |
| QJS | Jaká je čitelnost mých zpráv ? |
| QJT | Radar nefunguje |
| QJW | Neustaňte v nepřetržitém poslechu (na … kHz) dokud nedostanete jiný rozkaz |
| QJY | … lze spojit radiotelegraficky |

### K
| QKA | Poznávací heslo této zprávy je … . |
| QKB | Majákové přibližovací zařízení je mimo provoz |
| QKC | Stav moře (v…) 1 dovoluje přistání ale ne vzlet, 2 činí přistání krajně nebezpečné                                                                                             |
| QKD | Zdá se mi že vaše relais vázne |
| QKF | Můžeme být vystřídaní o (… hodině) ? Můžeme očekávat že budeme vystřídani v … hod (kým …) 1 letadlem … (poznávací značka), 2 plavidlem kterého volací znak je …                |
| QKG | Vystřídání se uskuteční, naváže … (poznávací značka) 1 vizuální, 2 komunikační styk s trosečníky                                                                               |
| QKH | Ohlásíte podrobnosti pátrání po souběžných tratích 1 směr pátrání, 2 vzdálenost mezi jednotlivými souběžnými tratěmi, 3 letová hladina výška … používaná při pátrání           |
| QKI | Nemůžete přistát podle majákového přibližovacího zařízení |
| QKJ | Můžete se přiblížit podle majákového přibliž. zařízení |
| QKK | Hlavní maják pracuje ale vnitřní zařízení je mimo provoz |
| QKL | Můžete přistát podle majákového přibližovacího zařízení |
| QKM | Majákové přibližovací zařízení v … je v chodu. |
| QKN | Letadlo zjištěno v poloze … kurs …v … |
| QKO | Které jiné složky se zúčastní operace? |
| QKP | Jakým způsobem se pátrá ? 1 po souběžných tratích, 2 ve čtvercích, 3 po souběžných protilehlých tratích, 4 po kolmo lomených tratích, 5 obrysově, 6 společně s letadlem a lodí |
| QKZ | Hlavní maják přívodného radiového zařízení pracuje, ale vyšší signální maják nepracuje                                                                                         |

### L
| QLA | Sdělte poznávací heslo své poslední zprávy                                        |
| QLB | Můžete přezkoušet vysílání stanice … a hlásit dosah, kvalitu atd. jejího signálu. |
| QLC | Užijte kódové značky.                                                             |
| QLD | Kdy bude nutná změna kmitočtu ? V … hod.                                          |
| QLG | Stanice dočasně (na … min) opustí síť aby se spojila… .                           |
| QLH | Budete vysílat současně na kmitočtu … a kmitočtu … .                              |
| QLI | Jsem připraven vysílat volací značku.                                             |
| QLJ | Uvedený letoun se vrací na základnu.                                              |
| QLM | Zadržte mou zprávu … dokud nebude potvrzena její správnost.                       |
| QLN | Zaměření neznámé stanice na … kHz …hod.                                           |
| QLO | Mám použít …?                                                                     |
| QLP | Předejte … jen pro vysílání BAMS.                                                 |
| QLQ | Vaše zaměření bylo … .                                                            |
| QLR | Nepodnikejte už nic k předání zprávy … .                                          |
| QLS | Běžné číslo poslední zprávy od vás… je … .                                        |
| QLT | Předáno poštou.                                                                   |
| QLU | Nemohu zjistit vaši polohu.                                                       |
| QLV | Potřebujete ještě rádiové zařízení?                                               |
| QLW | Zjistím poslech na … kHz.                                                         |
| QLZ | Začněte vysílání otáčivým majákem.                                                |
| QLX | Použijte zkráceného goniometrického postupu.                                      |

### M
| QMA | Sdělte poznávací heslo pro vysílání. |
| QMB | Nemohl jsem předat zprávu. |
| QMC | Měním stanoviště a během přemisťování budu udržovat spojení. |
| QMD | Moje anténa byla poškozena. |
| QME | Jsem připraven přijmout vaše zaměření na … kHz. |
| QMF | Váš kmitočet je správný. |
| QMG | Stanice se hlásí do sítě. |
| QMH | Přejděte s vysíláním a příjmem na … nebudeli spojení do … min vraťte se na dosavadní kmitočet. |
| QMI | Oznamte vertikální rozvrstvení oblačnosti (v…) pozorované z vašeho letadla. Vertikální rozvrstvení oblačnosti pozorované z mého letadla o … hod v … je … nejnižší pozorovaná vrstva … osmin (druh) se základnou v … a horní hranicí ve výšce … |
| QMJ | Zprávu nelze dešifrovat zkontrolujte ukazatele zařízení přístroje. |
| QMK | Velitelství … jsou vyňata. |
| QML | Signalizuje přibližně určené zaměření. |
| QMM | Jaké přednosti a pro koho jsou vaše zprávy. |
| QMN | Zaměření vaše … . |
| QMO | Opakujte zprávu … (část) |
| QMP | Stáhněte pásku o … . |
| QMQ | Zaměřte podle otáčivých majáků. |
| QMR | Vysílejte novou zprávu … . |
| QMS | Běžné číslo zprávy … dosud nedošlo. |
| QMT | Záměnou běžného postupu zajistí stanice … předání zprávy … . |
| QMU | Jaká je přízemní teplota a rosný bod v … ? |
| QMW | V jaké letové hladině (výšce) je nulová izoterma Celsia v … . |
| QMX | Jaká je teplota venkovního vzduchu v … (o … hod) v letové hladině/výšce … ? |
| QMY | Zaměřte a zakreslete polohu podle otáčivého majáku |
| QMZ | Máte nějaké dodatky k letové předpovědi pro letový úsek, který máte ještě přeletět ? |

### N
| QNA | Jsem připraven na velkou rychlost vysílejte … slov/min.                                                                                        |
| QNB | Moje poloha podle otáčivého majáku … . |
| QNC | Zavolejte mně zase … na …kHz. |
| QND | Naslouchám (naslouchá) pro stanici na … kHz.                                                                                                   |
| QNE | Jakou výšku bude indikovat můj výškoměr při přistání v … (místo) o … hod když mám tlakovou stupnici nastavenou na 1013,2 mb.                   |
| QNF | Přepněte na normální kmitočet … kHz. |
| QNG | Obnovte normální radioteleg. spojení (v … hod).                                                                                                |
| QNH | Jakou hodnotu mám nastavit na tlakové stupnici svého výškoměru aby indikoval nadmořskou výšku letiště jakmile budeme na zemi ve vaší stanici ? |
| QNI | Mezi kterými výškami nad … se pozorovala turbulence v … ?                                                                                      |
| QNJ | Šifrujete … nesprávně (1 služební signály, 2 volací značky).                                                                                   |
| QNK | Toto je služební depeše. |
| QNL | Volaná stanice předá tuto zprávu příjemcům za něž je odpovědná.                                                                                |
| QNM | Nemohu najít zprávu … Dejte další identifikační údaje.                                                                                         |
| QNN | Zaměření je vzhledem k nepříznivým okolnostem jen přibližné                                                                                    |
| QNO | Nemůžeme poskytnout požadované informace (nebo zajistit požadované) služby                                                                     |
| QNP | Přerušte a začněte znovu s novou páskou |
| QNQ | Poloha podle křížové mapy |
| QNR | Přibližujeme se k meznímu bodu návratu |
| QNS | Nerozumím co říkáte. |
| QNT | Jaká je maximální rychlost nárazů přízemního větru v … ?                                                                                       |
| QNV | Byla vám adresována následující doprava podle rozvrhu „F“.                                                                                     |
| QNW | Můžete ustat v poslechu do … hod. |
| QNX | Užijte lepšího pozadí. |
| QNY | Jaké jsou momentální povětrnostní podmínky a jejich intenzita v … ?                                                                            |

### O
| QOA | Můžete pracovat radiotelegrafií (500 kHz)? |
| QOB | Můžete pracovat radiotelefonií (2182 kHz) ?                                                                                                   |
| QOC | Můžete pracovat radiotelefonií (kanál 16 – kmitočet 156,8 MHz)                                                                                |
| QOD | Můžete se mnou pracovat: 0 nizozemsky, 1 anglicky, 2 francouzsky, 3 německy, 4 řecky, 5 italsky, 6 japonsky, 7 norsky, 8 rusky, 9 španělsky ? |
| QOE | Přijal jste bezpečnostní signál, vysílaný … ?                                                                                                 |
| QOF | Jaká je jakost mých značek z hlediska použitelnosti ? Jakost vašich značek je 1 nepoužitená, 2 sotva použitelná, 3 použitelná                 |
| QOG | Kolik záznamů máte k vysílání ? |
| QOH | Mám vysílat signál pro fázování po dobu … sekund ?                                                                                            |
| QOI | Mám vysílat svůj záznam ? |
| QOJ | Chtěl byste poslouchat na kmitočtu … kHz signály rádiových návěstidel pro označení místa neštěstí ?                                           |
| QOM | Vysílejte jen zprávy následující a vyšší přednosti.                                                                                           |
| QON | Nemohu zjistit vaši polohu. |
| QOP | Nedodržujete síťovou kázeň. |
| QOQ | Maják bude v chodu od … do … . |
| QOR | Předejte tuto zprávu … (prostřednictvím …) |
| QOU | Maják teď nemůže být uveden v chod. |
| QOW | Zavolám vás ihned jakmile to bude možné. |
| QOX | Snižte poněkud kmitočet, na novém vysílejte 5x značku.                                                                                        |
| QOY | Zvyšte poněkud kmitočet, na novém vysílejte 5x značku.                                                                                        |
| QOZ | Majáku … už není zapotřebí. |

### P
| QPA | Poznávací heslo je … .                               |
| QPB | Vaše frekvence se 1 zvýšila, 2 snížila.              |
| QPC | Odpovídejte na mé výzvy na kmitočtu … kHz.           |
| QPD | Maják je v chodu na … kHz.                           |
| QPE | Toto je operační zpráva.                             |
| QPF | Budu vysílat volací značku na tomto kmitočtu.        |
| QPG | Převezměte kontrolu sítě (pro …) (do …).             |
| QPH | Snižte o maličko kmitočet , abyste odstranil rušení. |
| QPJ | Zvyšte o maličko kmitočet , abyste odstranil rušení. |
| QPK | Přesnost následující zprávy je pochybná.             |
| QPL | Tato zpráva se předává se zkomolenou volací značkou. |
| QPO | Následující volání (odpověď na QMO).                 |
| QPP | Vaše kolace 1 odlišná, 2 vynechána.                  |
| QPR | Předejte tuto zprávu příjemci … při návratu na.      |
| QPS | Změňte běžné číslo zprávy na … .                     |
| QPT | Loď užívající tuto značku … spolupracuje s námi.     |
| QPV | Vysílejte zprávu pro … na … kHz.                     |
| QPW | Vypínám do … .                                       |
| QPY | Prováděcí signál byl dán … .                         |
| QPX | Zkontrolujte správnost posledního QDM.               |

### Q
| QQA | Opakujte číslo … .                                           |
| QQC | … bude za mě (za …) odpovídat na výzvy.                      |
| QQF | Slyším vás nejlépe na … kHz.                                 |
| QQH | Zpráva … byla předána na … .                                 |
| QQI | Vysílejte volací znaky … min.                                |
| QQJ | Zpráva … byla přijata v … hod.                               |
| QQK | Sdělte co se stalo se zprávou.                               |
| QQL | … zpráva se opakuje pro vaši informaci.                      |
| QQM | Přesný duplikát.                                             |
| QQN | Snažte se dostat zaměření od … .                             |
| QQO | Tato zpráva byla předána … k provedení.                      |
| QQP | Zkontrolujte správnost posledního QDR.                       |
| QQR | Vysílejte pro mě metodou „F“.                                |
| QQS | Síla signálů skupiny je … .                                  |
| QQT | Máte odpověď na zprávu … ? Nemám …                           |
| QQU | Dejte mně vaši zprávu postarám se o vyřízení.                |
| QQV | Vysílejte volací značky zřetelněji.                          |
| QQW | Následující stanice jsou na poslechu.                        |
| QQX | Tato zpráva se může poslat kterýmkoliv způsobem kromě radia. |
| QQY | Tato zpráva se musí šifrovat.                                |

### R
| QRA | Jaké je jméno vaší stanice ?                                                                                 |
| QRB | V jaké přibližné vzdálenosti jste od mé stanice ?                                                            |
| QRC | Který soukromý podnik (nebo státní) vyrovnává poplatkové účty vaší stanice ?                                 |
| QRD | Kam plujete (letíte) a odkud přicházíte ?                                                                    |
| QRE | Kterou hodinu počítáte, že se dostanete do … (nebo nad) v … hod.                                             |
| QRF | Vracíte se do … ?                                                                                            |
| QRG | Chtěl byste mi sdělit můj přesný kmitočet ?                                                                  |
| QRH | Kolísá můj kmitočet ?                                                                                        |
| QRI | Jaký je tón mého vysílání ? 1 dobrý, 2 proměnlivý, 3 špatný                                                  |
| QRJ | Kolik máte připraveno radiotelefonních volání ? (také Nemohu vás přijímat, váš signál je velmi slabý)        |
| QRK | Jaká je čitelnost mých značek ? 1 špatná, 2 téměř nečitelná, 3 čitelná, 4 dobrá, 5 výborná                   |
| QRL | Jste zaměstnán ? Jsem zaměstnán prosím nerušte.                                                              |
| QRM | Jsem rušen interferencí. 1 nejsem rušen vůbec, 2 slabě, 3 mírně, 4 silně, 5 velmi silně                      |
| QRN | Jsem rušen průmyslovými nebo atmosférickým rušením. 1 nejsem rušen, 2 slabě, 3 mírně, 4 silně, 5 velmi silně |
| QRO | Mám zvýšit vysílací výkon ? Zvyšte.                                                                          |
| QRP | Mám snížit vysílací výkon ? Snižte.                                                                          |
| QRQ | Mám vysílat rychleji ? Vysílejte rychleji.                                                                   |
| QRR | Jste připraven používat automatických přístrojů ?                                                            |
| QRS | Mám vysílat pomaleji ?                                                                                       |
| QRT | Mám přestat vysílat ?                                                                                        |
| QRU | Máte něco pro mě ? Nemám pro vás nic.                                                                        |
| QRV | Jste připraven? Jsem připraven.                                                                              |
| QRW | Mám uvědomit …, že ho voláte na … kHz ?                                                                      |
| QRX | Kdy mně znovu zavoláte ?                                                                                     |
| QRY | Jaké mám pořadí ?(týká se navazování spojení)                                                                |
| QRZ | Kdo mně volá ?                                                                                               |

### S
| QSA | Jaká je síla mých značek? 1 je sotva zachytitelná, 2 slabá, 3 dosti dobrá, 4 dobrá, 5 velmi dobrá            |
| QSB | Kolísá síla mých značek?                                                                                     |
| QSC | Jste nákladní loď? Jsem nákladní loď.                                                                        |
| QSD | Je má manipulace vadná? Vaše manipulace je vadná.                                                            |
| QSE | Jaké je odhadované snesení záchranného zařízení?                                                             |
| QSF | Vykonal jste záchranné práce?                                                                                |
| QSG | Mám vyslat … telegramů najednou?                                                                             |
| QSH | Můžete provést cílový let s pomocí vaší zaměřovací stanice?                                                  |
| QSI | Nemohl jsem přerušit vaše vysílání nebo: Informujte prosím stanici … ,že jsem nemohl přerušit jeho vysílání. |
| QSJ | Kolik činí poplatek do …, včetně vašeho vnitrozemského poplatku?                                             |
| QSK | Můžete mně poslouchat mezi vašimi značkami? Mohu v kladném případě přerušit vaše vysílání?                   |
| QSL | Můžete mi dát potvrzení příjmu?                                                                              |
| QSM | Mám opakovat poslední telegram, který jsem vám zaslal (nebo m předcházející).                                |
| QSN | Slyšel jste mě na … kHz?                                                                                     |
| QSO | Můžete pracovat s … přímo nebo prostřednictvím jiné stanice?                                                 |
| QSP | Chtěl byste dopravit dále …zdarma.                                                                           |
| QSQ | Máte na palubě lékaře?                                                                                       |
| QSR | Mám znovu volat na volacím kmitočtu?                                                                         |
| QSS | Kterého pracovního kmitočtu použijete? Použiji pracovního kmitočtu … kHz (stačí uvést tři poslední číslice). |
| QSU | Mám vysílat nebo odpovídat na nynějším kmitočtu?                                                             |
| QSV | Mám vysílat řadu V na tomto kmitočtu (nebo na …).                                                            |
| QSW | Chtěl byste vysílat nebo odpovídat na nynějším kmitočtu (nebo na …).                                         |
| QSX | Chtěl byste poslouchat … na … kHz?                                                                           |
| QSY | Mám přejít k vysílání na jiném kmitočtu?                                                                     |
| QSZ | Mám vysílat každé slovo nebo skupinu několikrát (nebo … krát).                                               |

### T
| QTA | Mám zrušit telegram číslo … ?                                                                                         |
| QTB | Souhlasíte s mým počítáním slov ? Nesouhlasím budu opakovat prvé písmeno každého slova a prvou číslici každého čísla. |
| QTC | Kolik telegramů máte k vysílání ?                                                                                     |
| QTD | Co vylovilo záchranné plavidlo nebo letadlo 1… osob, 2 trosky, 3 …mrtvol.                                             |
| QTE | Jaké je pravé zaměření vzhledem k vám? Vaše pravé zaměření vzhledem ke mně je …stupňů v …hodin                        |
| QTF | Chtěl byste mi sdělit mou polohu vyplývající ze zaměření provedených vámi řízenými rádiovými zaměřovači ?             |
| QTG | Vyšlete 2 čárky, každou o deseti sekundách a za nimi svou volací značku opakováno …krát na …kHz.                      |
| QTH | Jaká je vaše poloha v zeměpisné délce a šířce ?                                                                       |
| QTI | Jaký je váš pravý kurs ?                                                                                              |
| QTJ | Jaká je vaše cestovní rychlost ?                                                                                      |
| QTK | Jaká je rychlost vašeho letadla vzhledem k zemskému povrchu ?                                                         |
| QTL | Jaký je váš pravý kurs ?                                                                                              |
| QTM | Jaký je váš magnetický kurs ?                                                                                         |
| QTN | V kolik hodin jste opustil … ?                                                                                        |
| QTO | Vyplul jste z přístavu ? Odrazil jste se od země ?                                                                    |
| QTP | Vplujete do vnitřního přístavu ? Chystáte se přistát na vodě nebo zemi ?                                              |
| QTQ | Můžete korespondovat s mou stanicí podle Mezinárodní signální knihy ?                                                 |
| QTR | Kolik je přesně hodin ?                                                                                               |
| QTS | Vysílejte svou volací značku pro naladění nebo abyste umožnil změření vašeho kmitočtu.                                |
| QTT | Značka totožnosti, která následuje je přeložena na jiné vysílání.                                                     |
| QTU | Sdělte v které hodiny je vaše stanice otevřena.                                                                       |
| QTV | Mám za vás bdít na kmitočtu …kHz od …do … ?                                                                           |
| QTW | Jaký je stav osob které přežili katastrofu ? Stav je …a nutně potřebují … .                                           |
| QTX | Můžete nechat stanici otevřenou, abyste byl se mnou ve spojení až do nového pokynu z mé strany (nebo do …hod) ?       |
| QTY | Směřujete k místě nehody v kladném případě kdy myslíte že tam dorazíte ?                                              |
| QTZ | Pokračujete v pátrání ? Pokračuji v pátrání po … .                                                                    |

### U
| QUA | Máte zprávy o … ? |
| QUB | Můžete mi po řadě údaje o: pravém směru a rychlosti přízemního větru, viditelnosti, počasí, důležitosti, typu a výšce spodních mraků ? (je třeba přesně označit jednotky)                                            |
| QUC | Jaké je číslo nebo jiné označení posledního telegramu který jste přijal ode mně nebo od … ? |
| QUD | Zachytil jste pilotní signál vyslaný … ? |
| QUE | Můžete telefonovat v …(řeč), je-li třeba s tlumočníkem ? V kladném případě na jakých kmitočtech ? |
| QUF | Zachytil jste tísňový signál vyslaný …(volací značka). |
| QUG | Budete nucen snést se na moře nebo na zem ? |
| QUH | Sdělte mi nynější barometrický tlak přepočtený na hladinu moře. |
| QUI | Jsou vaše navigační světla rozsvícena ? |
| QUJ | Sdělte mi pravý kurs, který bych měl sledovat abych k vám dospěl. |
| QUK | Sdělte mi stav moře podle pozorování v … (souřadnice). |
| QUL | Sdělte mi stav hladiny moře podle pozorování v … (souřadnice). |
| QUM | Mohu opět započít s normální prací ? |
| QUN | Prosba k lodím v mém přímém sousedství, aby uvedly své polohy, pravý kurs a rychlost. |
| QUO | Mám pátrat po … 1 letadle, 2 lodi, 3 záchranném zařízení v sousedství |
| QUP | Sdělte mi svou polohu 1 světlometem, 2 černým kouřem, 3 světelnými raketami. |
| QUQ | Mám svůj světlomet řídit kolmo na mraky, možno-li přerušovaně a pak až uvidím nebo uslyším vaše letadlo nařídit proud světla na vodu (nebo na zem) proti větru, aby se vám usnadnilo přistání ?                      |
| QUR | Ti kteří přežili katastrofu … 1 obdrželi záchrannou vestu, 2 byli přijati na loď, 3 byli dostiženi záchrannou četou na zemi                                                                                          |
| QUT | Je místo neštěstí označeno ? 1 ohněm na lodi nebo kouřovou bójí, 2 výstražným námořním znamením, 3 barvicím prostředkem, 4 jiným prostředkem (popsat).                                                               |
| QUU | Mám řídit loď nebo letadlo ve směru na mou polohu ? 1 ve směru na vaši polohu tak, že budete vysílat svou volací značku a prodlužované čárky na …kHz, 2 tak že budete na …kHz vysílat pravý kurs abyste byl dosažen. |
| QUW | Jste v oblasti pátrání …(označení nebo šířka délka) |
| QUY | Bylo upozorněno na umístění záchranného zařízení ? 1 ohněm nebo kouřovou bójí, 2 námořním výstražným znamením, 3 barvicím prostředkem, 4 jiným prostředkem (popsat).                                                 |

### V
| QVA | Užijte ručního klíče                                                  |
| QVC | Hlaste až navážete spojení s … .                                      |
| QVH | Počkejte ve vzdálenosti …mil.                                         |
| QVJ | Radar 1 v chodu, 2 mimo provoz                                        |
| QVO | Opakujte co jsem vysílal v …hod.                                      |
| QVT | Vysílejte pro mně a nečekejte na potvrzení. Potvrdím později na …kHz. |
| QVU | Cvičná zpráva.                                                        |
| QVZ | Nemohu vyhovět.                                                       |

### W
| QWA | Váš perforátor je vadný.                                      |
| QWB | Moje zeměpisné zaměření od vás je …stupňů …mil.               |
| QWF | Budu vysílat ladicí signál na … kHz.                          |
| QWH | Můžete se vrátiti na základnu podle radaru.                   |
| QWI | Ukazatele zprávy …znějí správně.                              |
| QWL | Odpovídáte pomalu na mé žádosti o opravu.                     |
| QWM | Neposílejte tuto zprávu rádiem.                               |
| QWN | Zaměření je spolehlivé.                                       |
| QWO | Naslouchejte u radiotelefonu.                                 |
| QWP | Vaše zařízení má zbytečné vyzařování.                         |
| QWQ | Můžete se přiblížit podle radaru na … .                       |
| QWR | První radiostanice, kterou byla předána tato zpráva, byla … . |
| QWS | Nepoužil jsem běžného čísla zprávy … .                        |
| QWW | Sdělte, kdy a kterou stanicí byla předána zpráva.             |
| QWX | Letiště …se nehodí k přistání pro … .                         |
| QWY | Zapněte „ IFF“.                                               |
| QWZ | Užívám … .                                                    |

### X
| QXA | Spojte mně v … Spustím volací pásku.            |
| QXB | Nemohu vás teď zaměřit, zavolejte za …min.      |
| QXC | Kdy jste mě slyšel naposledy ?                  |
| QXD | Přibližovací maják radaru je mimo provoz.       |
| QXF | 1 zapněte, 2 vypněte radar.                     |
| QXJ | Pokračujte v zaměřování … .                     |
| QXK | Přejděte na gonio.                              |
| QXL | Pošlete telegraficky poštou.                    |
| QXN | Jaké je mé goniometrické zaměření z … ?         |
| QXO | Naslouchejte pro novou vysílačku.               |
| QXP | Vaše tečky jsou příliš 1 silné, 2 slabé         |
| QXQ | Modulace                                        |
| QXR | Zprávu původně šifroval.                        |
| QXV | Budu vysílat současným klíčem na … kHz a … kHz. |
| QXW | Posílejte dopravu pro …přes …(na …kHz).         |
| QXX | Vyměňte operátora                               |
| QXY | Naslouchejte na goniometru na … kHz.            |

### Y
| QYA | Připravuji zprávy (perforační pásku) k vysílání. |
| QYB | Zařaďte tuto zprávu do rozvrhu vašeho vysílání.  |
| QYC | Jsem ve spojení … .                              |
| QYD | Vysílejte 12 palců prázdné pásky rychlostí … .   |
| QYF | Přepínám přijímač na …kHz.                       |
| QYG | Pracujte 1 simplex, 2 duplex.                    |
| QYH | Volací značka blížící se lodi je … .             |
| QYI | Vysíláte nepřetržitou značku.                    |
| QYM | Tato zpráva se může poslat kterýmkoliv pojítkem. |
| QYN | Zaměření vaše …a jemu odpovídající moje … .      |
| QYO | Poslední slovo od vás bylo … .                   |
| QYR | Předejte tuto zprávu … .                         |
| QYQ | Opakujte všechny zprávy o nepříteli.             |
| QYT | Žádám o časový signál.                           |
| QYY | Signál kontrolovaný monitorem.                   |
| QYZ | Vaše světlo je nečitelné.                        |

### Z
| QZA   | Pracuji s letounem v letu.                               |
| QZC   | Jsem ve spojení s …na … kHz.                             |
| QZF   | Nalaďte svůj vysílač na můj (…) kmitočet.                |
| QZM   | Potvrzuji zprávu.                                        |
| QZO   | Poslední slovo vámi vyslané bylo … .                     |
| QZQ   | Nemohu předat vaši zprávu …do … .                        |
| QZU   | Nalaďte se na … .                                        |
| QZU ? | Jste naladěn na … ?                                      |
| QZW ? | Jsem naladěn na … ?                                      |
| QZY   | Neslyším vás.                                            |
| QZZ   | Váš služební signál v …hod je 1 nesrozumitelný, 2 nemáme |

Zdrojem pro sestavení Tabulky 2 byly mj. informace od Karla OK1ZZZ, Vladimíra OK1FF, Josefa OK1YG a Františka OK1FR zveřejněné v síti Packet radio.[kde?] (Uvedené značky jsou radioamatérskými značkami.)